# Sarny (rejon jaworowski)
Sarny (ukr. Сарни) – wieś na Ukrainie, w rejonie jaworowskim obwodu lwowskiego. Wieś liczy około 370 mieszkańców.
Wieś królewska, należąca do starostwa mościskiego, w 1627 roku leżała w ziemi przemyskiej województwa ruskiego. W II Rzeczypospolitej do 1934 samodzielna gmina jednostkowa. Następnie należała do zbiorowej wiejskiej gminy Szutowa w powiecie jaworowskim w woj. lwowskim. W 1944 nacjonaliści ukraińscy z OUN-UPA zamordowali w miejscowości 15 Polaków. Po wojnie wieś weszła w struktury administracyjne Związku Radzieckiego.